# Invasione del Trentino (1703)
L'invasione del Trentino del 1703 fu una campagna della guerra di successione spagnola che consistette nell'invasione del principato vescovile di Trento da parte delle forze francesi, per attaccare da sud il Sacro Romano Impero: l'esercito francese arrivò a bombardare Trento, ma dovette infine ritirarsi. L'invasione ha lasciato numerosi segni nelle comunità dell'Alto Garda e della valle dei Laghi, e ha causato tra l'altro la rovina di numerosi castelli della zona.

## Storia

### Antefatti

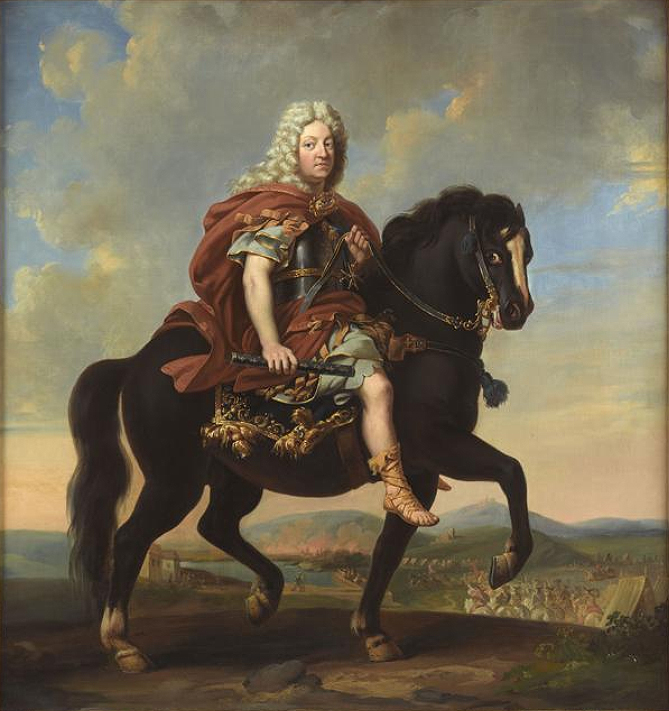
Luigi Giuseppe di Borbone-Vendôme ritratto da Jean Gilbert Murat

L'evento si inserisce nella prima frase della guerra di successione spagnola (1701-1714), che vide contrapposti il regno di Francia e il Sacro Romano Impero, con i rispettivi alleati: fra gli stati che si schierarono con i francesi vi furono l'elettorato di Baviera e il ducato di Savoia, i cui movimenti sul campo furono determinanti nel definire la situazione trentina.
Fin da subito i confini tra il Trentino e le regioni italiane si trovarono sotto pressione, con gli eserciti schierati su ambo i fronti per prevenire incursioni; tra maggio e giugno 1701 truppe imperiali comandate da Eugenio di Savoia (che era al servizio degli Asburgo) riuscirono a entrare in Veneto passando per Terragnolo, Vallarsa e Val Fredda, riportando alcune vittorie sui francesi e, più avanti, catturando il generale de Villeroy nella battaglia di Cremona (1º febbraio 1702). Questi venne rimpiazzato da Luigi Giuseppe di Borbone-Vendôme, che nell'agosto 1702 fiaccò le forze austriache nella battaglia di Luzzara; nel frattempo anche Eugenio di Savoia venne sostituito con il meno abile Guido von Starhemberg.
A quel punto si andava concretizzando la prospettiva di un'invasione del Trentino, che doveva combaciare con l'avanzata da nord di Massimiliano II Emanuele di Baviera; vista la situazione, il principe vescovo Giovanni Michele Spaur fece rinforzare ulteriormente le difese nei punti dove era più probabile l'ingresso degli avversari, ossia la zona di Lodrone e del lago d'Idro e la costa gardesana da Riva a Torbole. Le truppe regolari vennero affiancate anche da compagnie di sizzeri.
Un primo tentativo d'invasione avvenne negli ultimi giorni del 1702: padre Gnesotti scrive che i Francesi, vogliosi di sorprendere i Tedeschi, in giorno di mercato a Desenzano usurparono tutte le barche del Porto, obbligandole a veleggiare tutte verso Riva e Torbole; le sponde trentine ricevettero però l'allarme in tempo, e la flottiglia, bersagliata da moschettate e colpi d'artiglieria, dovette fare dietro front. Tentativo simile avvenne anche sul lago d'Idro, ma anche qui i francesi vennero avvistati e, dopo che vennero sparate le cannonate d'allarme dal castello di Santa Barbara, retrocedettero.
A febbraio del 1703 alcuni membri della casa dei conti d'Arco, scontenti del governo austriaco, cercarono di accordarsi con i francesi per consegnare loro i castelli di Arco e Nago: si trattava di Domenico e Giovanni Filippo, figli di Massimiliano, e di un terzo uomo dall'identità più incerta, forse un altro loro fratello, Pirro, oppure Giovanni Battista, figlio di Prospero d'Arco; la trattativa non andò in porto, ma quando l'invasione francese ebbe inizio Vendôme chiese comunque la collaborazione di uno di loro, probabilmente Domenico.

### Inizio dell'invasione

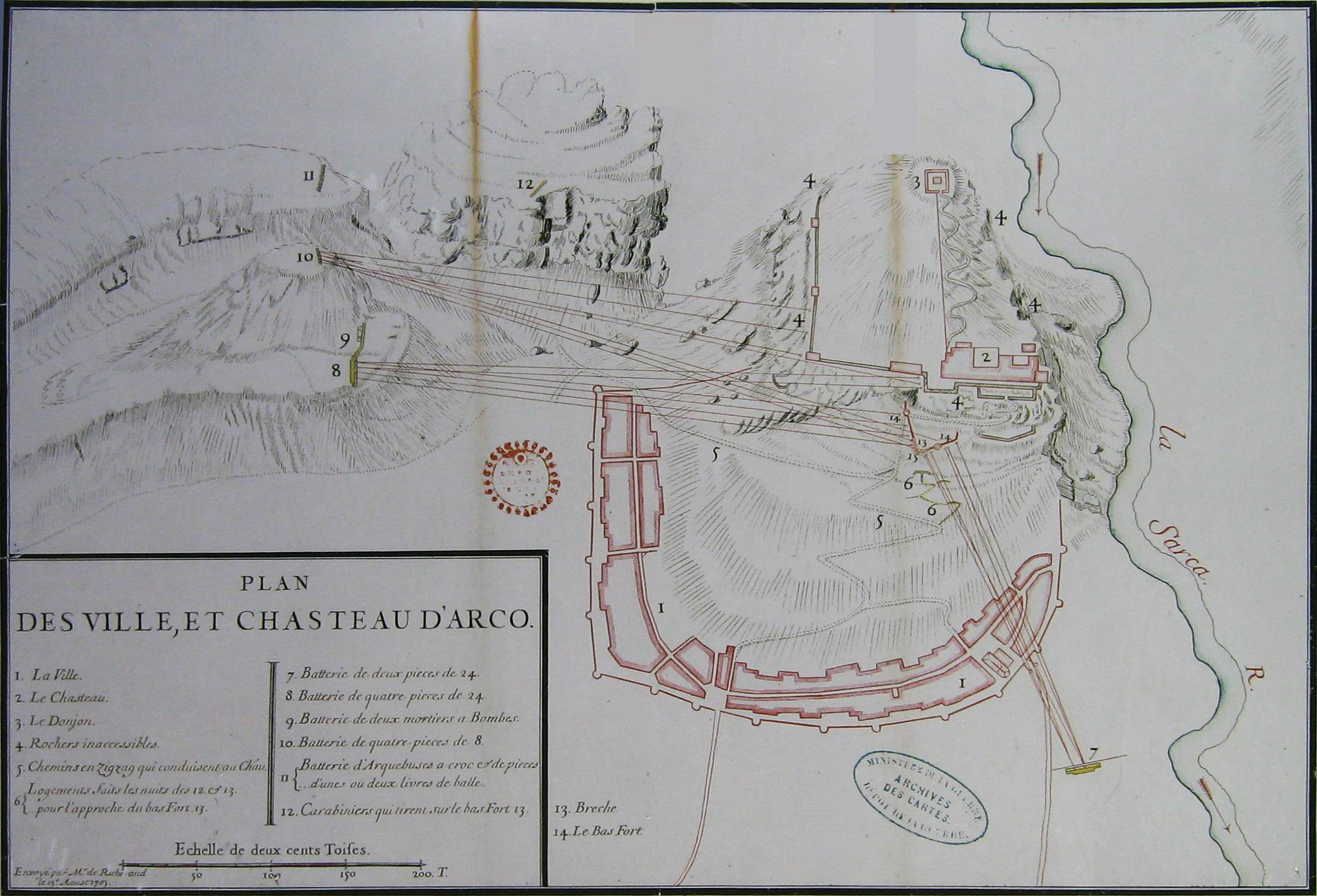
Pianta del borgo e del castello di Arco con le postazioni dell'artiglieria francese, conservata presso il castello di Vincennes

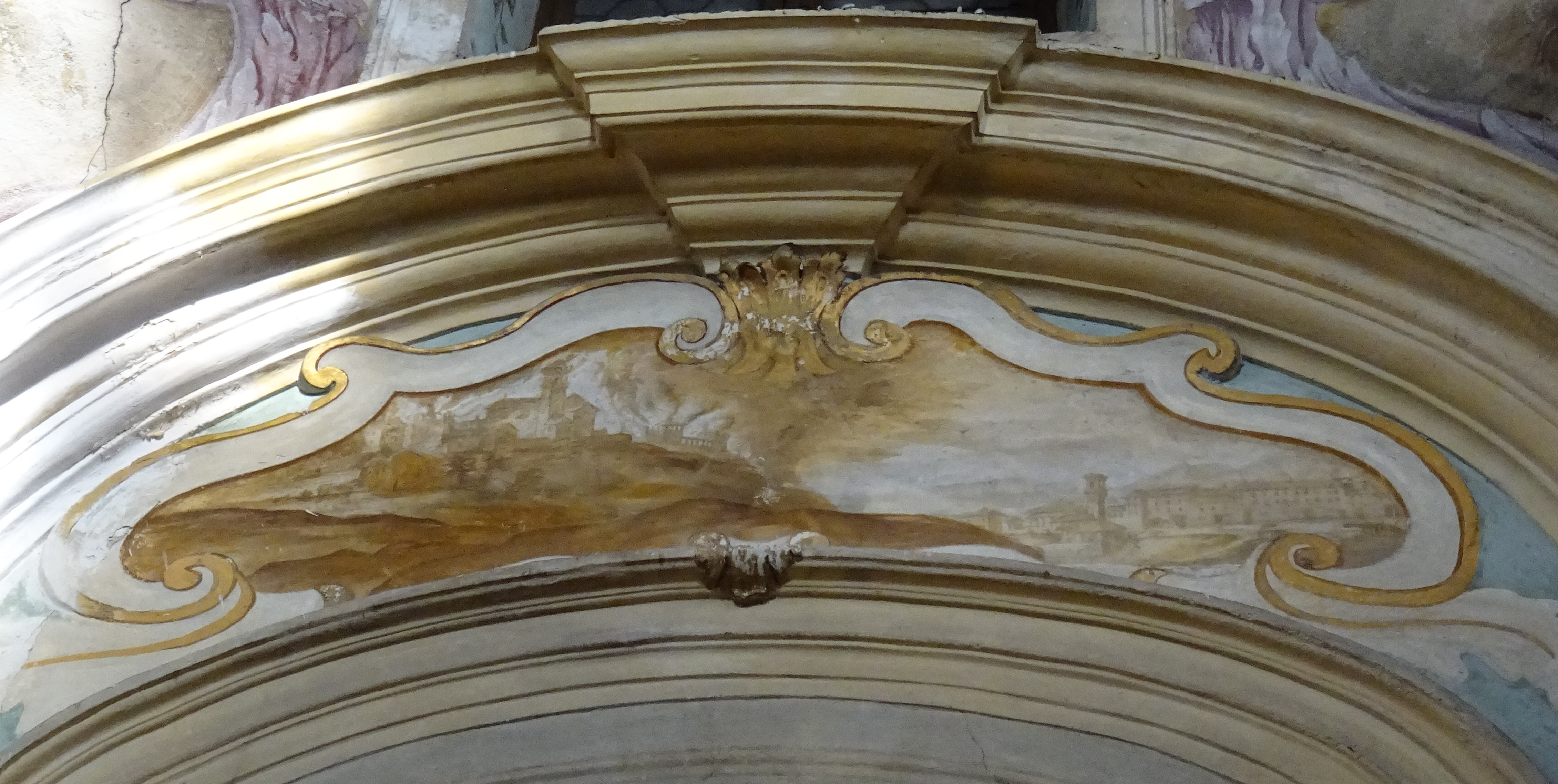
Isera incendiata dalle truppe francesi e, sullo sfondo, Borgo Sacco, in un affresco nella cappella della Madonna di Caravaggio nella chiesa della Santissima Trinità di Sacco

I primi mesi del 1703 passarono in attesa dell'invasione, che prese avvio a metà di luglio: Massimiliano di Baviera aveva occupato il Tirolo, ed era quindi il momento perfetto per chiudere la morsa sulle forze asburgiche. L'armata francese radunata a Desenzano, guidata dal duca di Vendôme e forte di ventimila uomini, si divise in due colonne, che avrebbero dovuto avanzare sui due lati del lago di Garda. La colonna principale, guidata dallo stesso Vendôme, seguì la dorsale del monte Baldo, sbaragliando gli austriaci a Ferrara e ad Acquanera: il 29 luglio distrusse il castello di Dosso Maggiore ed entrò a Brentonico, dopodiché discese su Mori dove s'impadronì di una fonderia e di una consistente provvista di munizioni d'artiglieria. Poi si divise in due, con una parte che risalì la destra Adige e l'altra che, raggiunta Loppio, distrusse il palazzo dei conti di Castelbarco e mandò in rovina castel Gresta, oltrepassando infine castel Penede e arrivando sul Garda. Il borgo di Isera venne dato alle fiamme dopo che la popolazione e i signori locali, anziché pagare la somma esorbitante che era stata chiesta, fuggirono nei boschi circostanti.
L'altra colonna era comandata dal conte di Médavy, e si divise a sua volta in due: parte delle truppe avanzò da Salò lungo la val Sabbia, tenendo le distanze da Lodrone dove erano di stanza i tedeschi, mentre le restanti salirono da Tremosine varcando il passo Nota; da qui discesero in val di Ledro, mettendo in fuga i pochi soldati lì dislocati e saccheggiando e incendiando diversi paesi, già abbandonati dalla popolazione che si era rifugiata in montagna. Passando per Campi, il 3 o il 4 agosto scesero a Riva, entrando senza difficoltà nella cittadina che si arrese al nemico. 
L'8 agosto le due colonne si ricongiunsero e il giorno seguente entrarono nel borgo di Arco dalla porta Scaria; asserragliate nel castello di Arco, le truppe guidate dal conte Francesco d'Arco decisero di resistere. Per via dell'estrema difficoltà nel catturare la fortezza, i francesi tentarono di scavare una galleria sotto alla prima cinta muraria, che sarebbe poi stata indebolita con le mine, bombardando al contempo il complesso da vari punti, tra cui il monte Tombio e il dosso di Grum. La mattina del 17 agosto gli assediati, probabilmente poiché rimasti senza munizioni per i cannoni, furono costretti alla resa: Vendôme consentì ai conti d'Arco (Francesco e, molto probabilmente, Carlo Bonaventura) di uscire con le proprie famiglie e ritirarsi nel loro palazzo nel borgo sottostante, mentre i soldati vennero presi come prigionieri di guerra, feriti inclusi; dal castello vennero tratti i cannoni e alcune ricchezze, ma non venne distrutto.

### Salita verso Trento

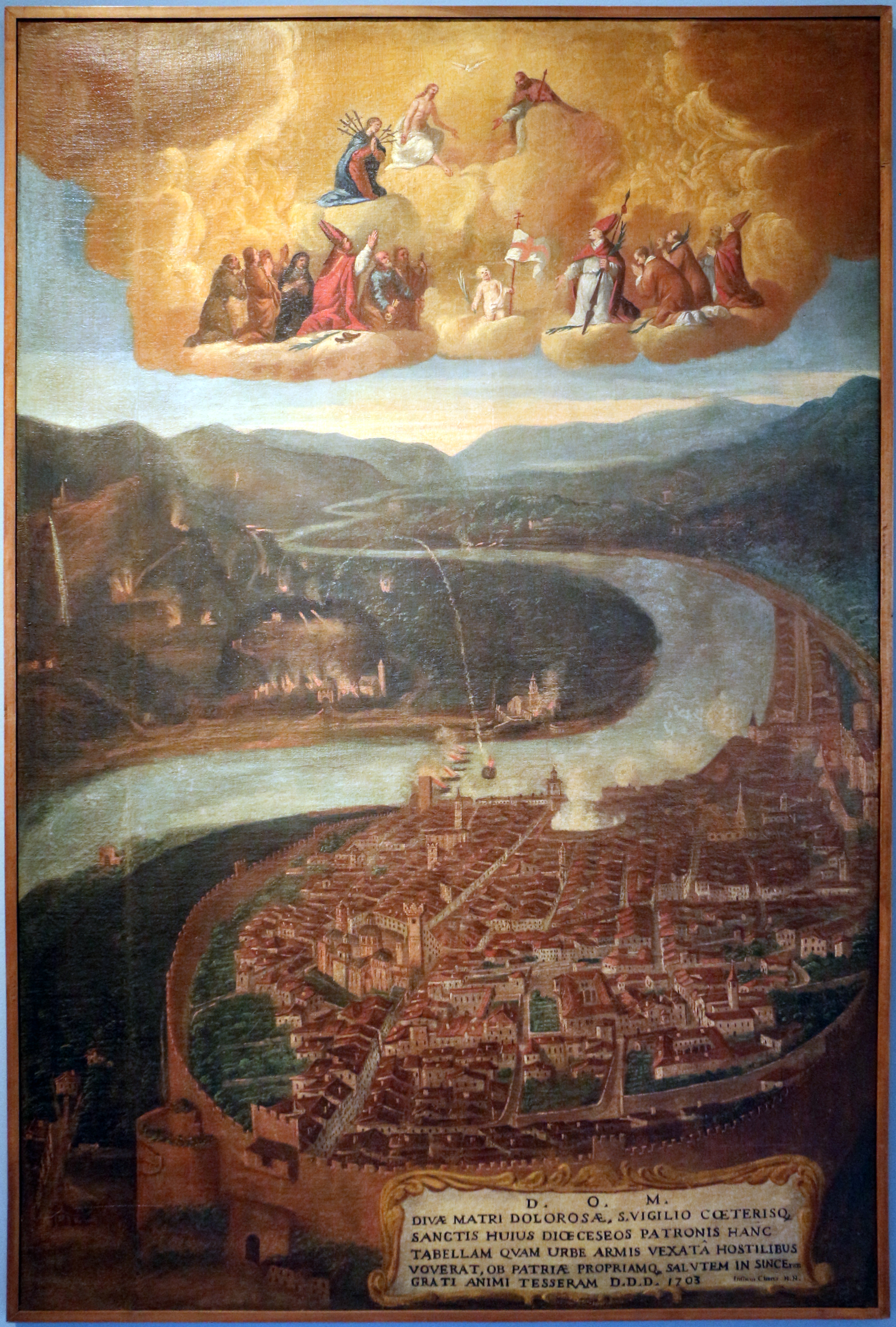
Il bombardamento di Trento in un dipinto votivo del 1703 attribuito a Bernardino Zambaiti, Museo diocesano tridentino; in alto, i fedeli, con l'intercessione della Madonna Addolorata, implorano l'aiuto della Trinità; presenti anche il Simonino, san Vigilio e i santi martiri anauniesi.

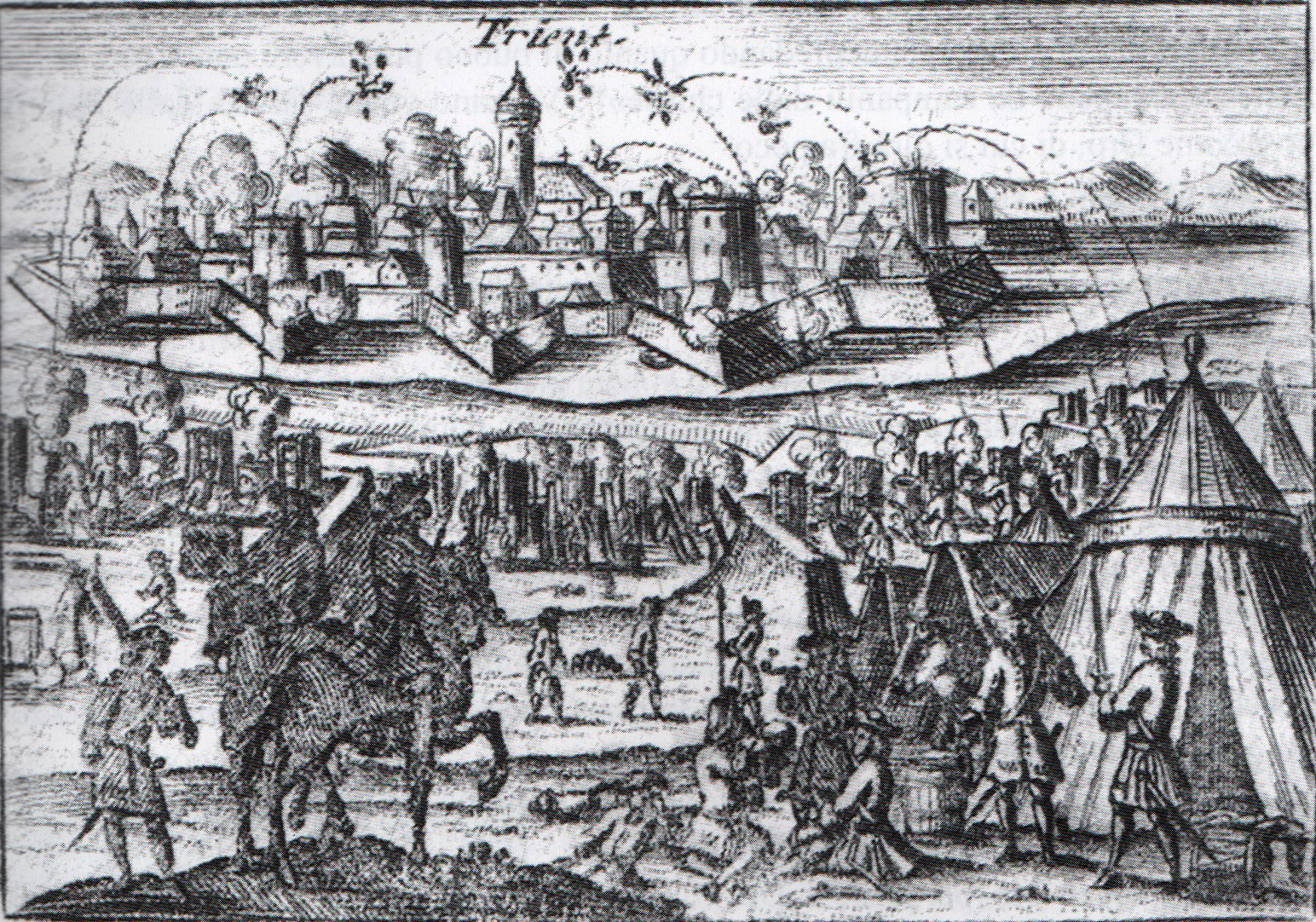
L'artiglieria francese a Trento nel 1703, incisione tedesca del 1762

Lasciatosi alle spalle il Sommolago, l'esercito francese si avviò verso Trento, mentre a nord le forze bavaresi erano già arrivate a Bressanone; a difesa del capoluogo intanto era giunto un reggimento guidato dal general Solari. L'attraversamento della val dei Laghi risultò piuttosto facile: le forze di Vendôme occuparono i castelli di Drena, Madruzzo e Toblino e fecero campo alle Sarche. Gli abitanti di Ranzo e Margone montarono una tenace ma piuttosto inefficace resistenza, bersagliando dall'alto gli invasori con pietre e tronchi: quando però il 26 agosto una compagine francese salì verso i due villaggi, essa venne sbaragliata dai paesani e dai sizzeri subendo perdite consistenti; entrambi i borghi finirono tuttavia incendiati, con gravi conseguenze per la popolazione.
I francesi, sebbene fiaccati da azioni di guerriglia avversarie, raggiunsero Cadine e Baselga e, resi sicuri i sentieri attorno al "Bus de Vela", il 1º settembre calarono su Trento con molta artiglieria al seguito; il general Solari, fatti incendiare l'abbazia di San Lorenzo e il vicino ponte sull'Adige, si preparò all'assedio. Sistemati i mortai a Sardagna, Piedicastello e sul doss Trento, i francesi presero a bombardare la città incessantemente, mentre dall'interno rispondevano le artiglierie trentine dislocate in sei postazioni. Il quarto giorno il bombardamento venne sospeso e Vendôme intimò la resa e il pagamento di un altissimo riscatto, ma la richiesta venne ignorata dal Solari (causando attriti con i magistrati della città che invece intendevano valutarla); il giorno seguente allora ripresero a cadere centinaia di bombe mentre la popolazione civile, rifugiatasi nella cattedrale di San Vigilio, invocava l'intervento divino, facendo voto di erigervi un nuovo altare in cambio del cessato pericolo (il voto si concretizzò, tra il 1732 e il 1743, in una massiccia campagna decorativa barocca nel duomo).

### Ritirata
L'8 settembre verso mezzogiorno i cittadini di Trento poterono gridare al miracolo: Vendôme, probabilmente informato che il ducato di Savoia si apprestava a cambiare schieramento, e rischiando così di vedersi tagliati i ponti con la Francia dalle forze sabaude in pianura padana, ordinò velocemente la ritirata. Se questo giunse come una grazia divina per il capoluogo tridentino, così non fu per molti altri borghi, che vennero devastati dai francesi in rotta. Nelle immediate vicinanze di Trento vennero date alle fiamme Vela, Centa e Piedicastello, mentre a Cadine sopravvisse solo casa Baldovini, dove il duca aveva dimorato. Vennero distrutti e saccheggiati quasi tutti i paesi della val dei Laghi, con l'eccezione del circondario di Vezzano, che comunque pagò onerosi tributi. La popolazione di Dro, fattasi incontro all'armata, fece leva sulla devozione di Vendôme verso il proprio patrono, sant'Antonio di Padova, implorando in ginocchio una grazia che il duca le concesse. 
Anche i borghi di Arco, Oltresarca e Romarzolo ottennero di restare illesi, avendo firmato un accordo con il generale Médavy che li obbligò però a sborsare duecentocinquanta luigi d'oro (somma a cui le comunitò di Dro e Ceniga rifiutarono di contribuire, considerandosi specialmente graziate dallo stesso Vendôme). Venne comunque incendiato il castello di Arco, così come quelli di Tenno, Drena e Penede e il bastione di Riva, e vennero inoltre demoliti i ponti e depredate le chiese (che in generale non furono però distrutte, anche per via della religiosità del Vendôme). Il 14 settembre il grosso delle forze francesi, con appresso un consistente bottino di saccheggio, salpò da Riva del Garda verso sud; le restanti seguirono entro il 13 ottobre.